# Бойко, Виталий Владимирович
Вита́лий Влади́мирович Бо́йко (укр. Віталій Володимирович Бойко; род. 3 декабря 1997, Вознесенское, Черкасская область) — украинский футболист, полузащитник клуба «Верес».

## Биография
Воспитанник СДЮСШОР (Черкассы). Футбольную карьеру начал в 2014 году в составе «Зари» (Белозорье), выступавшей в любительском чемпионате Украины. Также в футболке «Зари» провел 1 поединок в кубке Украины. С 2015 года выступал в чемпионате Черкасской области за команды «Заря-Черкасский Днепр-2»/«Черкасский Днепр-2» и «Уманьферммаш».
В преддверии начала сезона 2017/18 годов переведен в первую команду «Черкасского Днепра». Дебютировал за главную команду клуба 15 июля 2017 года в победном (3:2) домашнем поединке 1-го тура Первой лиги против «Кременя». Виталий вышел на поле в стартовом составе и отыграл весь матч.